# 575 هـ
575 هـ هي سنة في التقويم الهجري امتدت مقابلةً في التقويم الميلادي بين سنتي 1179 و1180.

## أحداث
- تولي أحمد الناصر لدين الله العباسي الخلافة.

## مواليد
- أبو محمد القاسم الأندلسي
- ابن البرذعي

## وفيات
- أبو جعفر بن هارون الترجالي
- أحمد بن عبد الله الكندي
- أنوري الأبيوردي
- ابن البذوخ
- ابن خير الإشبيلي
- المستضيء بأمر الله